# Domènec Cols Puig
Domènec Cols Puig   (Sant Pau d’Ordal, 11 de novembre de 1928 - Barcelona, 5 de gener de 2011) va ser un compositor i organista català.

## Vida
Va realitzar els seus estudis musicals en el Conservatori Superior del Liceu i en el Municipal de Barcelona. Es va especialitzar en orgue amb Montserrat Torrent, Luigi F. Tagliavini i Cor Kee. Va ser un mestre de capella de la catedral de Barcelonade 1958 a 1963. El 1975 va fundar el Centre d'Animadors del Cant Litúrgic, presentant un excel·lent servei de les comunitats cristianes en el camp de la pastoral del cant, amb nombrosos cursets de formació litúrgica i musical. Fortament influït pel professor Bernard Rövenstruck, inicià el 1963 una fecunda etapa compositiva, el més característic de la qual van ser uns treballs totalment originals en la tècnica de composició i de música per a la litúrgia en català i castellà, adreçada sobretot a comunitats contemplatives. En 1984 va fundar i dirigir la Coral de Sant Esteve de Castellar del Vallès. A partir de 1989 va ser organista de la Catedral de Barcelona

## Obres
- Missa Brevis (1959)
- Virgo Dei Genitrix (1965)
- La celebración cantada de la liturgia de las horas (1973) i (1988)
- Cantos interleccionales (1974)
- Càntic de les criatures de Sant Francesc d'Assís (1980)
- Libro de acompañamiento de los himnos (1980)
- Llibre del salmista (1983)